# Lanajoki
La rivière Lana (finnois : Lanajoki) ou  rivière de Sarkola (finnois : Sarkolanjoki) est une rivière du Pirkanmaa en Finlande,,.

## Géographie
La Lanajoki est une rivière de presque 10 km de long à Nokia et Vesilahti dans le Pirkanmaa.
La rivière part du lac Suonojärvi à Rämsä et se déverse dans le lac Kulovesi.